# Studio à louer
Pour plus de détails, voir Fiche technique et Distribution.
Studio à louer est  un film de fiction comique français de première partie écrit et réalisé en 1934 et sorti en 1935 par Jean-Louis Bouquet.

## Fiche technique
- Réalisation : Jean-Louis Bouquet, assisté de Nicolas de Wolkoff
- Décors : Robert Saurin
- Photographie : Julien Ringel
- Son : Jean Dubuis
- Montage : Jean-Louis Bouquet
- Musique : Georges Tzipine
- Sociétés de production : Films Jacques Davran et Productions Arys
- Pays :  France
- Format : Noir et blanc - Son mono
- Genre : Comédie
- Durée : 45 minutes
- Date de sortie : Janvier 1935 en France

## Distribution
- Paulette Dubost : Estelle, la fille de la concierge dont Jacques est amoureux
- Pierre Mingand : Jacques, un jeune homme intéressé par le même appartement que son oncle
- Jeanne Fusier-Gir : la concierge, la mère d'Estelle
- Gustave Hamilton : Monsieur Le Menhir, l'oncle de Jacques, intéressé par la même appartement que son neveu, où il aimerait donner des leçons de spiritisme
- Maximilienne : Mme Le Menhir, la femme de Monsieur Le Menhir
- Jeanne Sutter : le médium
- Marcel Charvey
- Cransdet : un savant
- Muse Dalbray : une dame
- Raymond Destac : le professeur
- Janine Maubant
- Jack Windrow : un Anglais